# Bataille du cap Matapan
Seconde Guerre mondiale
Batailles
1940
- Vado
- Siège de Malte
- Club Run
- Convoi Espero
- Mers el-Kébir
- Punta Stilo
- Cap Spada
- Hurry
- Cap Passero
- MB.8
- Tarente
- Détroit d'Otrante
- White
- Cap Teulada

1941
- Excess
- Convoi AN 14
- Grog
- Abstention
- Baie de La Sude
- Cap Matapan
- Îles Kerkennah
- Crète
- Galite
- Substance
- Halberd
- Convoi Duisburg
- Cap Bon
- Syrte (1941)
- Rade d'Alexandrie

1942
- Syrte (1942)
- Calendar
- Bowery
- Albumen
- Harpoon
- Vigorous
- Pedestal
- Agreement
- Torch
- Stoneage
- Sabordage de la flotte française à Toulon
- Portcullis
- Banc de Skerki
- Olterra (navire auxiliaire)
- Raid sur Alger

1943
- Zouara
- Convoi de Cigno
- Convoi de Campobasso
- Corkscrew
- Husky
- Gela
- Scylla
- Pietracorbara
- Dodécanèse
  - Rhodes
  - Leros
  - Kos
- Convoi KMF-25A

1944
- Ist
- Raid sur Santorin
- Raid sur Symi
- Port-Cros
- La Ciotat
- Île de Pag

1945
Mer Ligure
- Convois alliés
  - convois de Malte
- Campagne des U-boote
- Campagne adriatique

La bataille du cap Matapan qui se déroule le 29 mars 1941 est une bataille navale entre les marines italienne et britannique au large du cap Ténare (ou Matapan) dans le sud du Péloponnèse, lors de la Seconde Guerre mondiale. Elle marque une transition entre le combat naval de la Première Guerre mondiale, où le cuirassé était roi, et celui de la deuxième, où le porte-avions va démontrer sa supériorité.

## Prélude
La marine italienne constitue pour Benito Mussolini sa grande fierté, et il veut démontrer que l'Italie est la puissance dominante en Méditerranée. Il tente de prendre l'Égypte mais échoue, tout comme en Grèce où il est contraint d'appeler à l'aide le Troisième Reich. À l'époque, la Regia Marina possède 4 cuirassés, 9 croiseurs, 120 contre-torpilleurs et torpilleurs, et 117 sous-marins. La faiblesse de cette marine réside dans son absence de porte-avions : le Duce considère que les bases aériennes italiennes sont suffisantes pour assister sa marine, malgré la faiblesse de l'aviation.
De leur côté, les Britanniques sont inférieurs en nombre en Méditerranée et leurs navires sont plus anciens que ceux des Italiens. Mais l'Amirauté y a transféré un porte-avions et des cuirassés, ainsi que des croiseurs dotés de radars, moyen de détection nouveau qui démontrera bientôt sa grande utilité. Si ces navires ont parfois besoin d'une refonte, leurs équipages bénéficient d'une forte culture maritime et sont rompus aux exercices en haute mer, là où les marins italiens manquent d'expérience. La Mediterranean Fleet se trouve basée à Alexandrie, jugée plus sûre que Malte.

## Situation du théâtre d'opération
Cela fait déjà plusieurs mois qu'a commencé le siège de Malte, île considérée comme un porte-avions par l'Amirauté britannique. Elle est une épine dans le pied de l'Axe qui y voit une base navale et aérienne dangereuse pour ses convois à destination de la Libye. L'Italie y multiplie donc les raids aériens, et l'île ne peut être ravitaillée que par voie maritime, menacée  par l'aviation et les sous-marins.
Le 27 mars 1941 la marine italienne doit faire face aux débarquements britanniques de matériels et d'hommes en Grèce qui viennent aider le peuple hellène à la suite de l'invasion du pays (27-28 octobre 1940). Elle doit démontrer sa puissance et se résout à tenter d'intercepter un convoi qui fait route d'Alexandrie au Pirée. 
La flotte italienne qui appareille pour cette mission comprend :
- L'amiral Angelo Iachino à bord du cuirassé Vittorio Veneto (tout juste entré en service), 35 000 t
  - 8 croiseurs : le Fiume, le Pola, le Zara, le Trento, le Trieste et le Bolzano, l'Abruzzi et le Garibaldi.
  - 7 destroyers dont : l'Alfredo Oriani, le Giosue Carducci, le Vincenzo Gioberti et le Vittorio Alfieri.
  - 3 contre-torpilleurs
  - 6 escorteurs

La flotte appareille donc le 26 mars, divisée en deux groupes : le premier comprend le cuirassé et les croiseurs Trento, Trieste et Bolzano avec 7 destroyers. L'amiral Sansonetti commande 3 contre-torpilleurs et les 3 croiseurs. L'autre groupe est commandé par l'amiral Cattaneo et comprend les croiseurs Zara, Fiume, Pola, Abruzzi et Garibaldi soutenus par 6 escorteurs. Le groupe de Iachino part patrouiller aux alentours de l'île de Gavdos, celui de Cattaneo va patrouiller en mer Égée.

### Enigma
Grâce au déchiffrage d'un message radio Enigma de la Marine italienne par les décodeurs de Bletchley Park (notamment Mavis Lever), l'amiral Andrew Cunningham dirigeant la Mediterranean Fleet est mis au courant de cet appareillage de la marine italienne, et fait alors rappeler le convoi et appareiller le 26 mars les navires suivants :

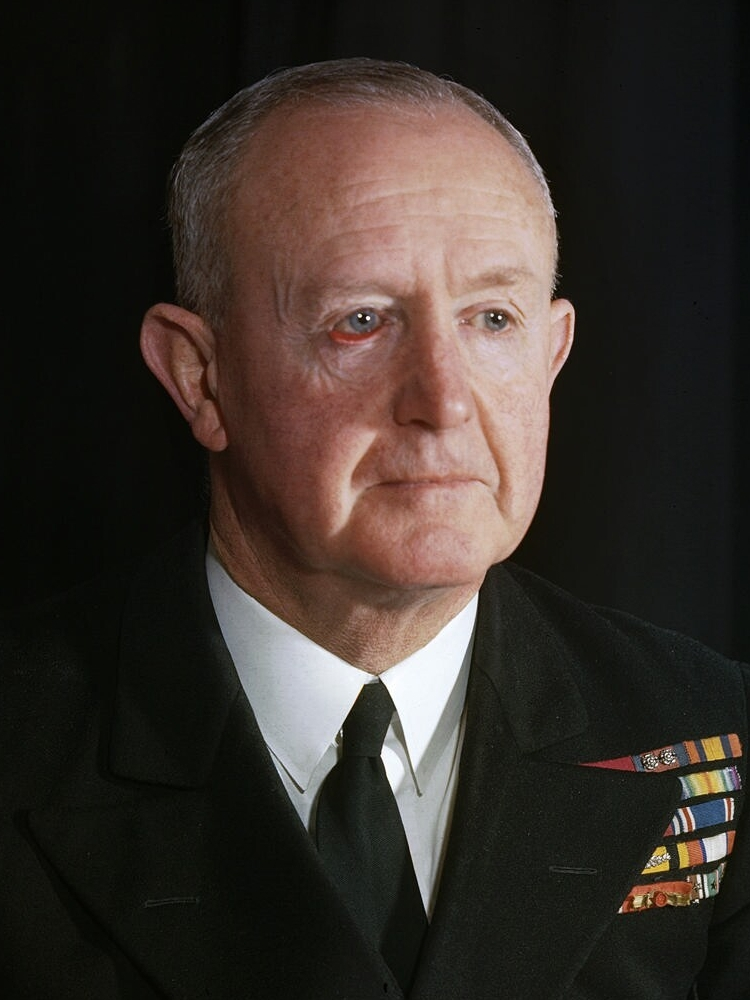
L'amiral Andrew Cunningham

- Grande-Bretagne : (Amiral Andrew Cunningham)
  - 1 porte-avions : le HMS Formidable
  - 3 navires de ligne : le Barham, le Valiant et le Warspite
  - 9 destroyers : le Greyhound, le Griffin, le Havock, le Hotspur, le Janus, le Jervis, le Mohawk, le Nubian et le Stuart.

Le 27 mars, à 12 heures, la flotte italienne est repérée à 150 km au sud-est de la Sicile par un hydravion britannique Short S.25 Sunderland, envoyé par le commandement britannique pour que les Italiens ne se doutent pas que leurs codes ont été cassés et pensent que la découverte de leur flotte est due à une observation aérienne. Ainsi, la situation italienne se complique : à la suite de ce repérage, Iachino sait qu'il devra se mesurer à la flotte britannique, dont il ne connaît pas encore la position, et le haut-commandement italien lui a demandé de n'attaquer qu'avec une situation extrêmement favorable et avec un soutien de l'aviation qu'il ne peut obtenir que sur demande. Respectant le grand principe de non-dispersion des forces, Iachino demande à Cattaneo de le rallier.
Cependant les cuirassés comme les croiseurs britanniques souffraient de leur ancienneté (le Barham n'avait pas été modernisé depuis la bataille du Jutland en 1916). Ils étaient pénalisés par une vitesse inférieure, et le porte-avions Formidable embarquait seulement 27 avions Swordfish et Albacore. Même les destroyers qui égalaient leurs équivalents italiens par leur calibre d'artillerie ne pouvaient rivaliser en matière de vitesse maximale, avec  35 nœuds (65 km/h) contre 39 nœuds (72 km/h).

## La bataille

### Le 28 mars
En cette journée du 28 mars, 3 croiseurs britanniques (HMS Orion, HMS Gloucester, HMS Ajax), le croiseur australien HMAS Perth, et 4 destroyers dirigés par l'amiral Pridham-Wippell appareillent du Pirée pour prendre en charge la défense du convoi en retraite. À ce moment, la flotte italienne est divisée en deux groupes naviguant à 18 kilomètres l'un de l'autre. Un hydravion italien repère la petite flotte britannique et Iachino accélère sa vitesse dans cette direction, pensant trouver le convoi. Ainsi, Sansonetti arrive à une vingtaine de kilomètres des Britanniques. Ces derniers, ignorant le nombre de navires ennemis, prennent le large en échappant aux tirs des croiseurs italiens. Poursuivi par ceux-ci, Pridham-Wippell se dirige à 185 km au sud pour rejoindre Cunningham, espérant piéger les croiseurs adverses. Ces derniers prennent une route parallèle aux Britanniques puis abandonnent la poursuite. Non loin de la zone de combat se trouve la flotte de Cattaneo qui néanmoins se replie sur ordre de Iachino.
Les Britanniques pensent alors que l'adversaire abandonne le combat car étant inférieur en nombre et se mettent à poursuivre les croiseurs italiens, mais ils sont pris sous le feu du cuirassé Vittorio Veneto à une distance d'environ 20 000 m. Les navires britanniques étant légèrement moins rapides dans leurs déplacements que ceux des Italiens, Cunningham se trouve encore à plus de 150 km de la zone de combat. Avec seulement quatre croiseurs, l'amiral Pridham n'a aucune chance d'échapper à un combat contre le cuirassé. Le chef de la Mediterranean Fleet apprenant le drame qui se joue envoie une escadrille composée de deux Fairey Fulmar et six Fairey Albacore, qui abattent deux Junkers Ju 88, et tentent ensuite vainement de torpiller le cuirassé italien. 
Les croiseurs britanniques s'enfuient et les Italiens font demi-tour, comprenant qu'un porte-avions était dans le secteur. L'amiral Iachino met alors le cap au nord-ouest.

### L'aviation en action

Carte de la zone du combat

L'amiral Cunningham décide alors de lancer à l'avant de sa flotte le porte-avions HMS Formidable et deux destroyers. Trois Albacore attaquent de nouveau vainement le cuirassé italien. L'aviation italienne est appelée à l'aide, et peu avant 13 h deux Savoia-Marchetti SM.79 lancent deux torpilles sur le porte-avions, sans réussite. 
À 14 h les deux groupes britanniques sont réunis, et Iachino continue sa retraite, craignant une nouvelle attaque aérienne. Cunningham fait appel à la RAF, qui envoie des bombardiers Bristol Blenheim dont les bombes n'obtiennent aucun résultat.

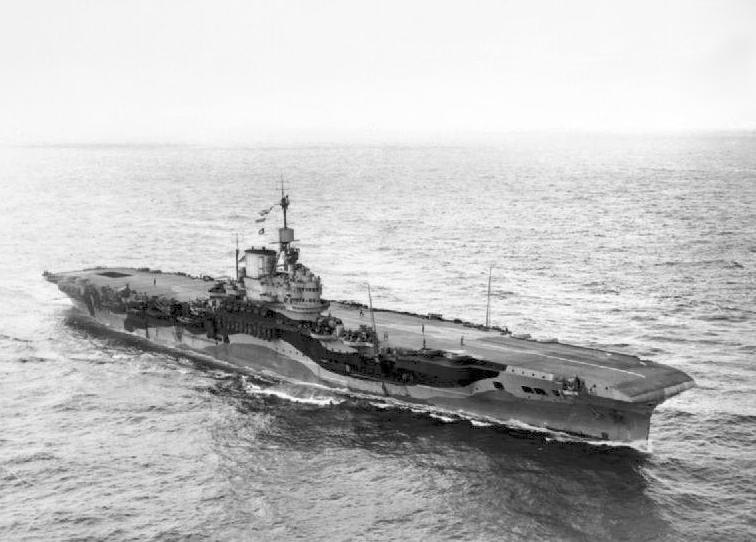
Le porte-avions HMS Formidable

Le Formidable lance à nouveau ses avions torpilleurs Albacore couverts par les Fairey Swordfish, mais toutes les attaques échouent à l'exception de celle du commandant Stead, chef de l'escadrille : il largue sa torpille à seulement 900 m du cuirassé, avant de s'écraser en mer, touché par la DCA. A cette distance, le cuirassé ne peut éviter la torpille, qui explose au-dessus de l'hélice bâbord, obligeant le navire à stopper ses machines, et prenant une légère gîte. Une fois ses moteurs relancés, il ne peut dépasser une vitesse de 12 nœuds (soit environ 22 km/h). Les 3 cuirassés britanniques sont à peine plus rapides, et malgré des machines poussées au maximum sont à 85 km du Vittorio. Les croiseurs légers britanniques, plus rapides, obtiennent un contact radar à 19 h 25. Les six Albacore et les deux Swordfish du Formidable sont renvoyés au combat. La DCA italienne leur oppose un tir de barrage qui les contraint à se disperser, mais le croiseur Pola est touché par une torpille qui fait exploser et qui noie ses machines.

### Le combat de nuit
Face à ce nouveau drame, Iachino détache la 1re division de croiseurs pour aider le Pola en détresse. Les radars britanniques repèrent alors la flotte italienne, tandis que celle-ci ne peut les voir approcher. Arrivés à bonne distance, les trois cuirassés et autres navires de Cunningham allument leurs faisceaux lumineux sur les navires italiens pris par surprise et les canonnent à bout portant. Les canons de 381 mm des cuirassés causent d'énormes dégâts : les croiseurs Pola, Zara et Fiume, deux torpilleurs, les destroyers Vittorio Alfieri et Giosué Carducci, sont coulés. Dans la confusion qui s'ensuit, le cuirassé italien réussit à s'échapper. Les avions britanniques envoyés à sa recherche ne retrouvent pas au retour leur porte-avions et doivent se poser sur des aérodromes crétois. L'amiral Iachino arrive à Tarente, où il apprend là la catastrophe.

## Bilan
Les Britanniques démontrèrent dans cet engagement leur supériorité tactique et technologique sur la marine italienne, avec l'utilisation de l'aviation navale et du radar; les cuirassés démontrèrent qu'ils pouvaient être encore des navires utiles dans une bataille.
Les Italiens eurent à déplorer la mort de 2300 marins, contre seulement trois aviateurs pour les Britanniques. 
Il est à noter que les pertes italiennes furent diminuées par l'intervention humanitaire des Britanniques, qui appelèrent le navire-hôpital italien Gradisca au secours des naufragés.